# Cru
Cru (відома до 2011 року як «Campus Crusade for Christ») — міжнародна християнська міжконфесійна організація, яка станом на 2020 рік діє в 190 країнах світу та нараховує нині 25 000 співробітників та 225 000 волонтерів по світу.
На початку організація була заснована для студентів Каліфорнійського університету в Лос Анджелесі. Нині Cru розширила свою діяльність, включивши в неї розвиток професіоналів в низці сфер, спортсменів та учнів старших класів. 
Штаб-квартира розташована у Флориді в місті Орландо. З 2020 року організацію очолює Стів Селлерс.

## Історія
Campus Crusade for Christ був заснований у 1951 році в Каліфорнійському університеті в Лос-Анджелесі подружньою парою Біллом та Вонетт Закарі Брайт[en] як служіння для студентів університету. На Білла вплинула проповідь видатного американського євангелиста Біллі Грема. Залишивши навчання у Фуллерівській теологічній семінарії, Брайт розпочав Campus Crusade у кампусі UCLA.
До 1952 року в Campus Crusade стало 250 студентів Каліфорнійського університету в Лос-Анджелесі, включаючи майбутнього кіноактора Рейфера Джонсона. У 1953 році Campus Crusade орендувала крихітний офіс на Вествуд-Авеню в Лос-Анджелесі, який служив штаб-квартирою організації до 1960-х років. 
Згідно оцінки історика Джона Тернера, Campus Crusade мав консервативну євангельську та антикомуністичну спрямованість, але, починаючи з кінця 1980-х років перейшов на суспільну практичну теологію — яка повинна відповідати на потреби суспільства і цим служити як і Богу, так і людям (в дусі діяльності та ідей таких християн як Мартін Лютер Кінг або Дітріх Бонхьоффер). 
Після збору коштів Campus Crusade відкрив штаб-квартиру в Arrowhead Springs[en], в Arrowhead Springs Hotel. Цей заклад був обладнаний кількома гуртожитками для розміщення тисяч студентів. У середині 1960-х років швидке розширення Campus Crusade призвело до створення окремих закордонних, мирянських і спортивних служінь. 
У 1991 році Campus Crusade переніс свою всесвітню штаб-квартиру з містечка Ерроухед-Спрінгс, штат Каліфорнія до м. Орландо, штат Флорида.  
У 2000 році Білл Брайт призначив Стіва Дугласа, виконавчого віце-президента та директора міністерств США, своїм наступником. Дуглас став президентом Campus Crusade у серпні 2001 року. 19 липня 2011 року було оголошено, що Campus Crusade for Christ у Сполучених Штатах змінює свою назву на Cru, щоб подолати існуючі бар’єри та уявлення, властиві оригінальній назві, особливо серед мусульманських громад.  
У 2011 році The New York Times повідомив, що Cru має 25 000 співробітників у 191 країні. 
У квітні 2020 року Стів Дуглас оголосив, що через проблеми зі здоров'ям він покине свою посаду президента. 2 вересня 2020 року Cru оголосив, що Стів Селлерс, виконавчий віце-президент і національний директор США, замінить Стіва Дугласа на посаді президента на початку жовтня.  

## Політична позиція
Campus Crusade в 1960-х роках активно виступав за проліво-ліберальні наративи з акцентом на демократії. Історик Тернер стверджує, що Campus Crusade протягом 1970-х років прагнув стати більш «соціально обізнаним» та соціально егалітарним, залучаючи більше афроамериканських спікерів і делегатів.

## Сфери служіння та впливу

#### Студентський рух
Мета руху — вплив на студентів, визначення або формування їх світогляду та соціально-культурного розвитку, знайомство з сучасним позиціонуванням християнського світогляду. 

#### Сімейне служіння
Сімейне служіння здійснюється з метою розвитку відповідальності в сімейних людей та розвитку інституту сім'ї на основі християнських цінностей:
- проведення сімейних конференцій;
- проведення груп по вивченню Біблії;
- виявлення і навчання лідерів сімейного служіння.

#### Спортивне служіння
Cru організовує різноманітні спортивні заходи та спортивні проекти. 

#### Навчальні заклади
Незважаючи на невдалу спробу в 1980-х роках створити «Міжнародний християнський вищий університет» у Сан-Дієго, Campus Crusade керує кількома теологічними коледжами за кордоном. У 1998 році Campus Crusade почав керувати Королівським коледжем[en], християнською школою в Нью-Йорку.

#### Християнське посольство
Християнське посольство — організація політиків і дипломатів. 

## Cru в світі
Рух швидко поширився в світі протягом другої половини XX століття: 
- В Нігерії, завдяки студенту, з цієї країни, Ідову Джонсону, який в 1954 році приєднався до руху, навчаючись в Університеті Каліфорнії, пізніше повернувся на батьківщину, в свій перший університет та зініціював осередок Cru там[24].
- В Південній Кореї (1958), завдяки доктору Джуну Гон Кіму, який став першим закордонним співробітником Cru[24].
- Пакистан. Пакистанський студент Фуллерівської семінарії Кундан Массі заснував перший відділ Campus Crusade у Пакистані[24].
- Японія. У 1961 році Білл і Вонетт Брайт взяли участь у публічному заході World Vision в Tokyo crusade і використали це як можливість розширити охоплення Campus Crusade в Японії[24].
- Велика Британія, протягом першої половини 1960-х[25].
- Канада, 1967[26].
- Австралія, 1967[27].
- Філіппіни, 1968[28].

Фактично, осередки Cru поширені в усіх країнах Європи (окрім карликових держав), у країнах Північної Америки, деяких державах Азії, Латинської Америки, Африки та Океанії. 

## Cru в Україні
Див. Campus Ukraine
В Україні перший осередок відкрито 1991 року. 
Станом на 2022 рік українська місія налічує понад 70 співробітників у великих містах України. У зв'язку з російським вторгненням в Україну в 2022 році, «Кемпус» функціонує в чотирьох містах: два осередки в Києві, по одному у Львові та Івано-Франківську (осередки в Харкові, Дніпрі та, формально, в Одесі — тимчасово призупинені).  